# 淡里茉莉子
淡里 茉莉子（あわさと まりこ、1944年8月14日 -）は日本の男性小説家、SF作家。本名は有澤 誠（ありさわ まこと）で、本業は情報工学者、工学博士、慶應義塾大学環境情報学部名誉教授。
1980年（昭和55年）、星新一ショートショート・コンテスト（現在の小説現代ショートショート・コンテスト）に「奥様は魔女」で入選。星新一から絶賛を受ける。以後、「ショートショートランド」で活躍。情報工学をテーマにした作品が多い。

## 略歴
- 高知県出身[1]
- 1967年 東京大学工学部計数工学科卒業
- 1973年 スタンフォード大学大学院前期博士課程修了
- 1985年 東京大学大学院後期博士課程修了、工学博士[2]

通商産業省工業技術院電子技術総合研究所研究官、山梨大学工学部教授，シンガポールJICA派遣専門家，コネチカット大学客員准教授、ブラウン大学客員教授などを歴任。
現在、「知恵蔵」解説委員もつとめる。

## 著書

### 淡里名義の作品
- 「奥様は魔女」ショートショートの広場2（講談社） S55
- 「ちょっとしたコツさえあれば」ショートショートランド S57
- 「おしゃれな女」ショートショートランド S57
- 「「君の名は」とたずねし人あり」 QA（平凡社）S61
- 「折れた煙草の吸殻であなたの嘘が判るのよ」QA（平凡社）S61

### 有澤名義の主な著作
- 「プログラミング思考法」（日科技連出版社）
- 「わくわくパズルワールド」（日本経済新聞社）
- 「ひらめきパズルわーるど」（日本経済新聞社）
- 「サイエンスの近未来」（日科技連出版社）
- 「テクノスケープ」（日科技連出版社）
- 「知の風景」（日科技連出版社）
- 「文科系のコンピュータ概論」（岩波書店）
- 「モデルシミュレーション技法」（共立出版）
- 「創造的思考ソフトウェア開発のすすめ（ソフトリサーチセンター）
- 「アルゴリズムとデータ構造」（実教出版）
- 「環境情報とシステム」（日新出版）
- 「オリエンテーション コンピュータサイエンス」（日本評論社）
- 「情報数学の世界(1)パターンの発見 離散数学」（朝倉書店）
- 「情報数学の世界(2)パラドックスの不思議 論理・集合」（朝倉書店）